# Gustav Graves
Gustav Graves est un personnage fictif de la saga des films James Bond. Il apparaît dans Meurs un autre jour, film dont il est le principal antagoniste.
Gustav Graves, de son vrai nom Tan-Sun Moon (dans le film) ou Tan-Gun Moon (dans la novélisation), est un colonel nord-coréen qui représente un vrai danger pour le monde entier. Impliqué dans le trafic d'armes, il rencontre James Bond pour la première fois lorsque ce dernier infiltre sa base en Corée du Nord. L'opération tourne mal pour les deux camps et Moon prend la fuite en aéroglisseur avant d'être rattrapé par le britannique. Le combat s'engage entre les deux hommes jusqu'à ce que le véhicule bascule dans le vide, entraîné par le courant d'une chute d'eau. Le colonel disparaît dans la chute et est présumé mort. Bond s'en sort in extremis mais est capturé par les soldats du général Moon, père du colonel.
En réalité, le colonel Moon a survécu à sa chute. Il rejoint une de ses planques en Corée du Nord, change de visage dans la clinique du Dr Alvarez, et change de nom : Gustav Graves. Il s'associe à un propriétaire d'une fausse mine de diamants en Islande dont il devient lui-même le propriétaire après avoir tué son associé. Grâce à l'argent engendré par un trafic de diamants de conflits, il construit un satellite du nom de ''ICARE''. Ce projet a pour but d'aider la Corée du Nord à conquérir la Corée du Sud et le reste du monde pour que la Corée du Nord devienne le nouveau maître du monde.
Après 14 mois d'emprisonnement, Bond retrouve son ennemi sous l'apparence d'un richissime prospecteur de diamant : Gustav Graves. Leur première entrevue tourne mal puisqu'elle finit en combat d'épée, heureusement stoppée par Miranda, l'attachée de presse de Graves. Pour se faire pardonner, ce dernier invite l'espion dans son palais de glace en Islande.
Lors d'une conférence, Graves présente son projet "ICARE", un satellite capable de produire une grande chaleur dans les endroits du monde qui en ont besoin. C'est en réalité une machine de guerre que Graves compte utiliser pour conquérir la Corée du Sud. Bond le stoppe dans ses machiavéliques machinations en brisant une vitre de son avion en plein vol alors qu'il observait le tracé de feu réalisé par "ICARE". Cela dépressurise la cabine, déstabilisant Graves et ses hommes. De plus, Jinx, l'équipière de 007, dirige l'avion vers le rayon mortel. Graves tente de sauter en parachute mais l'anglais l'en empêche en le déployant soudainement. Il est happé à l'extérieur mais se rattrape de justesse. Bond presse alors le bouton qui active le système d'auto-défense de la combinaison de contrôle du satellite que porte Graves. Aussitôt, un électrochoc de 100 000 volts parcourt le corps de Graves, qui lâche prise et, entraîné par la toile de son parachute, il est aspiré dans un réacteur (dans le film) ou dans le rayon d'"ICARE" (dans la novélisation) qui le désintègre littéralement. Sa combinaison subit le même sort que lui et "ICARE" est désactivé à jamais.
Il apparaît dans le jeu 007 Legends, comme principal ennemi de Bond dans la mission  Meurs un autre jour.